# Notobubon laevigatum
Notobubon laevigatum là một loài thực vật có hoa trong họ Hoa tán. Loài này được (Aiton) Magee mô tả khoa học đầu tiên năm 2008.